# 紧水滩镇
紧水滩镇，是中华人民共和国浙江省丽水市云和县下辖的一个乡镇级行政单位。

## 行政区划
紧水滩镇下辖以下地区：
梓坊村、饭甑砻村、瑞滩村、梅山村、龙渡村、龙门村、田垟村、外垟村、金水坑村、菖浦砻村、石浦村、乌弄坑村、莲塘村、枫桶岗村、渡蛟村、垟后村、大源村、徐湖村、大牛村、田铺村、桃子坑村和大南山村。